# UEFA Nations League 2018-19 - League B
UEFA Nations League B 2018–19 var den næstøverste division af 2018–19 udgaven af UEFA Nations League, den første sæson af den internationale fodboldturnering for herrernes 55 landshold, der er medlemmer af UEFA.

## Seedning
| Hold      | Coeff  | Rank |
| --------- | ------ | ---- |
| Østrig    | 29.418 | 13   |
| Wales     | 29.269 | 14   |
| Rusland   | 29.258 | 15   |
| Slovakiet | 28.555 | 16   |

| Hold                | Coeff  | Rank |
| ------------------- | ------ | ---- |
| Sverige             | 28.487 | 17   |
| Ukraine             | 28.286 | 18   |
| Irland              | 28.249 | 19   |
| Bosnien-Hercegovina | 28.200 | 20   |

| Hold       | Coeff  | Rank |
| ---------- | ------ | ---- |
| Nordirland | 27.127 | 21   |
| Danmark    | 27.052 | 22   |
| Tjekkiet   | 27.028 | 23   |
| Tyrkiet    | 26.538 | 24   |

## Grupper

### Gruppe 1
| Pos | Hold      | K | V | U | T | M+ | M- | MF | P | Oprykning eller nedrykning     |  | Ukraine | Tjekkiet | Slovakiet |
| --- | --------- | - | - | - | - | -- | -- | -- | - | ------------------------------ |  | ------- | -------- | --------- |
| 1   | Ukraine   | 4 | 3 | 0 | 1 | 5  | 5  | 0  | 9 | Oprykning til Nations League A |  | —       | 1–0      | 1–0       |
| 2   | Tjekkiet  | 4 | 2 | 0 | 2 | 4  | 4  | 0  | 6 |                                |  | 1–2     | —        | 1–0       |
| 3   | Slovakiet | 4 | 1 | 0 | 3 | 5  | 5  | 0  | 3 |                                |  | 4–1     | 1–2      | —         |

1. ↑  På grund af omstrukturering af formatet til UEFA Nations League 2020-21, blev intet hold nedrykket

| 6. september 2018 21:00 |

| Tjekkiet    | 1–2     | Ukraine                               |
| ----------- | ------- | ------------------------------------- |
| - Schick 4' | Rapport | - Konoplyanka 45+1' - Zinchenko 90+3' |

| Městský fotbalový stadion, Uherské Hradiště Tilskuere: 7.974 Dommer: Anthony Taylor (England) |

| 9. september 2018 15:00 (16:00 UTC+3) |

| Ukraine                 | 1–0     | Slovakiet |
| ----------------------- | ------- | --------- |
| - Yarmolenko 80' (str.) | Rapport |           |

| Arena Lviv, Lviv Tilskuere: 0 Dommer: Anastasios Sidiropoulos (Grækenland) |

| 13. oktober 2018 15:00 |

| Slovakiet    | 1–2     | Tjekkiet                    |
| ------------ | ------- | --------------------------- |
| - Hamšík 62' | Rapport | - Krmenčík 52' - Schick 76' |

| Štadión Antona Malatinského, Trnava Tilskuere: 17.251 Dommer: Slavko Vinčić (Slovenien) |

| 16. oktober 2018 20:45 (21:45 UTC+3) |

| Ukraine           | 1–0     | Tjekkiet |
| ----------------- | ------- | -------- |
| - Malinovskyi 43' | Rapport |          |

| Metalist Stadium, Kharkiv Tilskuere: 38.100 Dommer: Gediminas Mažeika (Litauen) |

| 16. november 2018 20:45 |

| Slovakiet                                      | 4–1     | Ukraine           |
| ---------------------------------------------- | ------- | ----------------- |
| - Rusnák 6' - Kucka 26' - Zreľák 52' - Mak 61' | Rapport | - Konoplyanka 47' |

| Štadión Antona Malatinského, Trnava Tilskuere: 9.764 Dommer: Nikola Dabanović (Montenegro) |

| 19. november 2018 20:45 |

| Tjekkiet     | 1–0     | Slovakiet |
| ------------ | ------- | --------- |
| - Schick 32' | Rapport |           |

| Sinobo Stadium, Prag Tilskuere: 16.623 Dommer: Alejandro Hernández Hernández (Spanien) |

### Gruppe 2
| Pos | Hold    | K | V | U | T | M+ | M- | MF | P | Oprykning eller nedrykning     |  | Sverige | Rusland | Tyrkiet |
| --- | ------- | - | - | - | - | -- | -- | -- | - | ------------------------------ |  | ------- | ------- | ------- |
| 1   | Sverige | 4 | 2 | 1 | 1 | 5  | 3  | +2 | 7 | Oprykning til Nations League A |  | —       | 2–0     | 2–3     |
| 2   | Rusland | 4 | 2 | 1 | 1 | 4  | 3  | +1 | 7 |                                |  | 0–0     | —       | 2–0     |
| 3   | Tyrkiet | 4 | 1 | 0 | 3 | 4  | 7  | −3 | 3 |                                |  | 0–1     | 1–2     | —       |

1. ↑  På grund af omstrukturering af formatet til UEFA Nations League 2020-21, blev intet hold nedrykket
2. 1 2  Head-to-head points: Sverige 4, Rusland 1.

| 7. september 2018 20:45 |

| Tyrkiet    | 1–2     | Rusland                      |
| ---------- | ------- | ---------------------------- |
| - Aziz 41' | Rapport | - Cheryshev 13' - Dzyuba 49' |

| Şenol Güneş Stadium, Trabzon Tilskuere: 29.702 Dommer: Artur Soares Dias (Portugal) |

| 10. september 2018 20:45 |

| Sverige                           | 2–3     | Tyrkiet                              |
| --------------------------------- | ------- | ------------------------------------ |
| - Kiese Thelin 35' - Claesson 49' | Rapport | - Çalhanoğlu 51' - Akbaba 88', 90+2' |

| Friends Arena, Solna Tilskuere: 21.832 Dommer: Jesús Gil Manzano (Spanien) |

| 11. oktober 2018 21:45 |

| Rusland | 0–0     | Sverige |
| ------- | ------- | ------- |
|         | Rapport |         |

| Kaliningrad Stadion, Kaliningrad Tilskuere: 31.698 Dommer: Luca Banti (Italien) |

| 14. oktober 2018 18:00 (19:00 UTC+3) |

| Rusland                          | 2–0     | Tyrkiet |
| -------------------------------- | ------- | ------- |
| - Neustädter 20' - Cheryshev 78' | Rapport |         |

| Fisht Olympic Stadium, Sochi Tilskuere: 38.288 Dommer: Paweł Raczkowski (Polen) |

| 17. november 2018 18:00 (20:00 UTC+3) |

| Tyrkiet | 0–1     | Sverige                |
| ------- | ------- | ---------------------- |
|         | Rapport | - Granqvist 71' (str.) |

| Konya Büyükşehir Stadium, Konya Tilskuere: 37.425 Dommer: István Kovács (Rumænien) |

| 20. november 2018 20:45 |

| Sverige                   | 2–0     | Rusland |
| ------------------------- | ------- | ------- |
| - Lindelöf 41' - Berg 72' | Rapport |         |

| Friends Arena, Solna Tilskuere: 20.223 Dommer: Benoît Bastien (Frankrig) |

### Gruppe 3
| Pos | Hold                | K | V | U | T | M+ | M- | MF | P  | Oprykning eller nedrykning     |  | Bosnien-Hercegovina | Østrig | Nordirland |
| --- | ------------------- | - | - | - | - | -- | -- | -- | -- | ------------------------------ |  | ------------------- | ------ | ---------- |
| 1   | Bosnien-Hercegovina | 4 | 3 | 1 | 0 | 5  | 1  | +4 | 10 | Oprykning til Nations League A |  | —                   | 1–0    | 2–0        |
| 2   | Østrig              | 4 | 2 | 1 | 1 | 3  | 2  | +1 | 7  |                                |  | 0–0                 | —      | 1–0        |
| 3   | Nordirland          | 4 | 0 | 0 | 4 | 2  | 7  | −5 | 0  |                                |  | 1–2                 | 1–2    | —          |

1. ↑  På grund af omstrukturering af formatet til UEFA Nations League 2020-21, blev intet hold nedrykket

| 8. september 2018 15:00 (14:00 UTC+1) |

| Nordirland    | 1–2     | Bosnien-Hercegovina        |
| ------------- | ------- | -------------------------- |
| - Grigg 90+3' | Rapport | - Duljević 36' - Sarić 64' |

| Windsor Park, Belfast Tilskuere: 16.942 Dommer: Pavel Královec (Tjekkiet) |

| 11. september 2018 20:45 (20:45 UTC+2) |

| Bosnien-Hercegovina | 1–0     | Østrig |
| ------------------- | ------- | ------ |
| - Džeko 78'         | Rapport |        |

| Bilino Polje Stadium, Zenica Tilskuere: 9.100 Dommer: Ruddy Buquet (Frankrig) |

| 12. oktober 2018 20:45 |

| Østrig           | 1–0     | Nordirland |
| ---------------- | ------- | ---------- |
| - Arnautović 71' | Rapport |            |

| Ernst-Happel-Stadion, Wien Tilskuere: 22.300 Dommer: Georgi Kabakov (Bulgarien) |

| 15. oktober 2018 20:45 |

| Bosnien-Hercegovina | 2–0     | Nordirland |
| ------------------- | ------- | ---------- |
| - Džeko 27', 73'    | Rapport |            |

| Stadion Grbavica, Sarajevo Tilskuere: 11.050 Dommer: Mattias Gestranius (Finland) |

| 15. november 2018 20:45 |

| Østrig | 0–0     | Bosnien-Hercegovina |
| ------ | ------- | ------------------- |
|        | Rapport |                     |

| Ernst-Happel-Stadion, Wien Tilskuere: 37.200 Dommer: Andrew Dallas (Skotland) |

| 18. november 2018 18:00 (17:00 UTC±0) |

| Nordirland     | 1–2     | Østrig                        |
| -------------- | ------- | ----------------------------- |
| - C. Evans 57' | Rapport | - Schlager 49' - Lazaro 90+3' |

| Windsor Park, Belfast Tilskuere: 17.895 Dommer: Jonathan Lardot (Belgien) |

### Gruppe 4
| Pos | Hold    | K | V | U | T | M+ | M- | MF | P | Oprykning eller nedrykning     |  | Danmark | Wales | Irland |
| --- | ------- | - | - | - | - | -- | -- | -- | - | ------------------------------ |  | ------- | ----- | ------ |
| 1   | Danmark | 4 | 2 | 2 | 0 | 4  | 1  | +3 | 8 | Oprykning til Nations League A |  | —       | 2–0   | 0–0    |
| 2   | Wales   | 4 | 2 | 0 | 2 | 6  | 5  | +1 | 6 |                                |  | 1–2     | —     | 4–1    |
| 3   | Irland  | 4 | 0 | 2 | 2 | 1  | 5  | −4 | 2 |                                |  | 0–0     | 0–1   | —      |

1. ↑  På grund af omstrukturering af formatet til UEFA Nations League 2020-21, blev intet hold nedrykket

| 6. september 2018 20:45 (19:45 UTC+1) |

| Wales                                                  | 4–1     | Irland            |
| ------------------------------------------------------ | ------- | ----------------- |
| - Lawrence 6' - Bale 18' - Ramsey 37' - C. Roberts 55' | Rapport | - S. Williams 66' |

| Cardiff City Stadium, Cardiff Tilskuere: 25.657 Dommer: Clément Turpin (Frankrig) |

| 9. september 2018 18:00 (18:00 UTC+2) |

| Danmark                   | 2–0     | Wales |
| ------------------------- | ------- | ----- |
| - Eriksen 32', 63' (str.) | Rapport |       |

| Idrætspark, Aarhus Tilskuere: 17.506 Dommer: Deniz Aytekin (Tyskland) |

| 13. oktober 2018 20:45 (19:45 UTC+1) |

| Irland | 0–0     | Danmark |
| ------ | ------- | ------- |
|        | Rapport |         |

| Aviva Stadium, Dublin Tilskuere: 41.220 Dommer: Xavier Estrada Fernández (Spanien) |

| 16. oktober 2018 20:45 (19:45 UTC+1) |

| Irland | 0–1     | Wales        |
| ------ | ------- | ------------ |
|        | Rapport | - Wilson 58' |

| Aviva Stadium, Dublin Tilskuere: 38.321 Dommer: Björn Kuipers (Holland) |

| 16. november 2018 20:45 (19:45 UTC±0) |

| Wales      | 1–2     | Danmark                              |
| ---------- | ------- | ------------------------------------ |
| - Bale 89' | Rapport | - N. Jørgensen 42' - Braithwaite 88' |

| Cardiff City Stadium, Cardiff Tilskuere: 32.354 Dommer: Ivan Kružliak (Slovakiet) |

| 19. november 2018 20:45 |

| Danmark | 0–0     | Irland |
| ------- | ------- | ------ |
|         | Rapport |        |

| Ceres Park & Arena, Aarhus Tilskuere: 11.130 Dommer: Aliyar Aghayev (Azerbaijan) |

## Målscorere
3 mål
- Edin Džeko
- Patrik Schick

2 mål
- Christian Eriksen
- Denis Cheryshev
- Emre Akbaba
- Yevhen Konoplyanka
- Gareth Bale

1 mål
- Marko Arnautović
- Valentino Lazaro
- Xaver Schlager
- Haris Duljević
- Elvis Sarić
- Michael Krmenčík
- Martin Braithwaite
- Nicolai Jørgensen
- Corry Evans
- Will Grigg
- Shaun Williams
- Artem Dzyuba
- Roman Neustädter
- Marek Hamšík
- Juraj Kucka
- Róbert Mak
- Albert Rusnák
- Adam Zreľák
- Marcus Berg
- Viktor Claesson
- Andreas Granqvist
- Isaac Kiese Thelin
- Victor Lindelöf
- Serdar Aziz
- Hakan Çalhanoğlu
- Ruslan Malinovskyi
- Andriy Yarmolenko
- Oleksandr Zinchenko
- Tom Lawrence
- Aaron Ramsey
- Connor Roberts
- Harry Wilson

## Samlet stilling
De 12 League B hold blev ranket fra 13. til 24. samlet stilling i UEFA Nations League 2018–19 i følge disse regler:
- Holdene som lå på førsteplads i grupperne blev nummer 13 til 16 ud fra resultaterne fra liga-fasen.
- Holdene som lå på andenplads i grupperne blev nummer  17 til 20 ud fra resultaterne fra liga-fasen.
- Holdene som lå på tredjeplads i grupperne blev nummer 21 til 24 ud fra resultaterne fra liga-fasen.

| Rnk | Hold                | K | V | U | T | M+ | M- | MF | P  |
| --- | ------------------- | - | - | - | - | -- | -- | -- | -- |
| 13  | Bosnien-Hercegovina | 4 | 3 | 1 | 0 | 5  | 1  | +4 | 10 |
| 14  | Ukraine             | 4 | 3 | 0 | 1 | 5  | 5  | 0  | 9  |
| 15  | Danmark             | 4 | 2 | 2 | 0 | 4  | 1  | +3 | 8  |
| 16  | Sverige             | 4 | 2 | 1 | 1 | 5  | 3  | +2 | 7  |
|     |                     |   |   |   |   |    |    |    |    |
| 17  | Rusland             | 4 | 2 | 1 | 1 | 4  | 3  | +1 | 7  |
| 18  | Østrig              | 4 | 2 | 1 | 1 | 3  | 2  | +1 | 7  |
| 19  | Wales               | 4 | 2 | 0 | 2 | 6  | 5  | +1 | 6  |
| 20  | Tjekkiet            | 4 | 2 | 0 | 2 | 4  | 4  | 0  | 6  |
|     |                     |   |   |   |   |    |    |    |    |
| 21  | Slovakiet           | 4 | 1 | 0 | 3 | 5  | 5  | 0  | 3  |
| 22  | Tyrkiet             | 4 | 1 | 0 | 3 | 4  | 7  | −3 | 3  |
| 23  | Irland              | 4 | 0 | 2 | 2 | 1  | 5  | −4 | 2  |
| 24  | Nordirland          | 4 | 0 | 0 | 4 | 2  | 7  | −5 | 0  |

## Kvalificerende play-offs
De fire bedste hold i League B i følge den samlede stilling, der ikke har kvalificeret sig til Europamesterskabet i fodbold 2021 gennem det kvalificerende gruppespil vil konkurrere i play-offs, mod vinderne for at kvalificere sig til slutspillet. Hvis der er færre end fire hold i League B, der ikke har kvalificeret sig, så vil de ledige pladser blive givet til hold fra en anden liga i følge den samlede rangering.
| Rank  | Hold                |
| ----- | ------------------- |
| 13 GW | Bosnien-Hercegovina |
| 14 GW | Ukraine             |
| 15 GW | Danmark[H]          |
| 16 GW | Sverige             |
| 17    | Rusland[H]          |
| 18    | Østrig              |
| 19    | Wales               |
| 20    | Tjekkiet            |
| 21    | Slovakiet           |
| 22    | Tyrkiet             |
| 23    | Irland[H]           |
| 24    | Nordirland          |

Forklaring
1. GW Nations League gruppevinder
2. H EM 2020 vært
3. Hold der er advanceret til play-offs
4. Hold der er direkte kvalificeret til slut turneringen